# 2019-es európai parlamenti választás Szlovákiában
2019-ben európai parlamenti (EP) választásokat tartottak az Európai Unió (EU) minden tagállamában, így Szlovákiában is. Ez volt a negyedik európai parlamenti választás az ország történetében. 2019. május 25-én 7 és 22 óra között lehetett szavazni.

## Választási rendszer
A listás választáson csak pártok és pártszövetségek indulhatnak. Az egész ország egy körzetnek számít, a bejutási küszöb 5%. Összesen 14 mandátumot osztanak ki. A mandátumok kiosztása úgy történik, hogy az érvényes szavazatok számát elosztják 15-tel (= 14 mandátum + 1), az így kapott szám az országos szavazatszám. Az 5%-ot elért pártok első körben minden országos szavazatszámnyi érvényes szavazatért kapnak egy mandátumot. Ha így 14-nál több mandátum kerül kiosztásra, akkor attól a párttól levonnak egy mandátumot, amelynél a  legkisebb szavazatmennyiség maradt ki. A képviselőjelöltek preferenciális szavazással jutnak mandátumhoz. A választáson pártlisták közül egyet lehet kiválasztani, és a kiválasztott párt listáját tartalmazó szavazólapján legfeljebb két személy neve előtti számot lehet bekarikázni. Amennyiben valamelyik jelölt az összes leadott pártszavazat 3%-át elérő mennyiségű karikát kap, a saját pártlistája élére ugrik. A szavazatokkal élre kerülők között a kapott karikák száma alapján állítják fel a sorrendet. A karikázás nem kötelező. A szavazólapot borítékba helyezve kell a szavazóurnába dobni, boríték nélkül a szavazat érvénytelen.
Az induló pártoknak 1659 eurót kell letétbe helyezniük egy állami számlán.
A választás lebonyolítását a Központi Választási Bizottság (szlovákul Ústredná volebná komisia, ÚVK) végzi.

## Induló pártok, pártszövetségek
A választáson 31 párt vagy pártszövetség indul, melyek a sorsolás szerinti sorrendben a következők (zárójelben a szlovák név és a rövidítése szerepel):
1. Irány – Szociáldemokrácia (Smer – sociálna demokracia, Smer-SD)
2. Kereszténydemokrácia – Élet és Boldogulás (Kresťanská demokracia – Život a prosperita)
3. Kotleba – A Mi Szlovákiánk Néppárt (Kotleba – Ľudová strana Naše Slovensko, ĽSNS)
4. Megjavítás – Andrej Hryc (Korektúra – Andrej Hryc)
5. Szlovák Nemzeti Párt (Slovenská národná strana, SNS)
6. Család Vagyunk – Boris Kollár (Sme rodina – Boris Kollár, SR)
7. Egyszerű Emberek és Független Személyiségek (Obyčajní ľudia a nezávislé osobnosti, OĽaNO)
8. Polgármesterek és Független Jelöltek (Starostovia a nezávislí kandidáti)
9. Munkapárt (Strana práce)
10. A Tolerancia és az Együttélés Pártja (Strana tolerancie a spolunažívania)
11. A Nép Hangja (Hlas ľudu)
12. Magyar Kereszténydemokrata Szövetség (MKDSZ) (Maďarská kresťanskodemokratická aliancia)
13. Közlekedés (Doprava)
14. Kereszténydemokrata Mozgalom (Kresťanskodemokratické hnutie, KDH)
15. Szlovák Zöld Párt (Strana zelených Slovenska)
16. Most–Híd
17. Közvetlen Demokrácia (PRIAMA DEMOKRACIA)
18. Cigány Koalíció Pártja (Strana rómskej koalície)
19. Szlovák Konzervatív Párt (Slovenská konzervatívna strana)
20. Szlovák Nemzeti Egység – Hazafiak Pártja (Slovenská národná jednota – strana vlastencov)
21. Magyar Közösség Pártja (MKP) (Strana maďarskej komunity)
22. Otthon Jól (Doma dobre)
23. Szlovákia Kommunista Pártja – Ellenállás – Munkapárt (Koalícia Komunistická strana Slovenska, VZDOR – strana práce)
24. Európai Demokrata Párt (Európska demokratická strana)
25. Szabadság és Szolidaritás (Sloboda a Solidarita, SaS)
26. Andrej Hlinka Szlovák Néppártja (Slovenská ľudová strana Andreja Hlinku)
27. Függetlenség és Egység (NAJ – Nezávislosť a Jednota)
28. Keresztény Unió (Kresťanská únia)
29. Progresszív Szlovákia – Együtt – Polgári Demokrácia (Koalícia Progresívne Slovensko a SPOLU – občianska demokracia, PS–SPOLU)
30. Demokrata Párt (Demokratická strana)
31. Nemzeti Koalíció (Národná koalícia)

## Jelöltek
A főbb pártok jelöltjei (vastagon szedve a mandátumot nyert képviselők nevei).
| Smer–SD | ĽSNS | SaS | OĽaNO |
| --- | --- | --- | --- |
| 1. Monika Beňová 2. Miroslav Číž 3. Robert Hajšel 4. Katarína Roth Neveďalová 5. Igor Melicher 6. Martin Lancz 7. Ján Mažgút 8. Richard Eliáš 9. Ladislav Rolník 10. Peter Voľanský 11. Veronika Murková 12. Zdenko Svoboda 13. Martin Karaš 14. Peter Hanulík | 1. Martin Beluský 2. Milan Mazurek 3. Miroslav Radačovský 4. Lukáš Kopáč 5. Miroslav Urban 6. Karol Polanský 7. Lucia Žužová 8. Ondrej Ďurica 9. Lenka Bočkayová 10. Marek Kotleba 11. Miloš Zverina 12. Jozef Mihalčin 13. Norbert Lichtner 14. Milan Uhrík          | 1. Eugen Jurzyca 2. Alojz Baránik 3. Lucia Ďuriš Nicholsonová 4. Natália Blahová 5. Miroslav Žiak 6. Ján Rudolf 7. Karol Ides 8. Lenka Jakubčová 9. Michal Kozubík 10. Karol Galek 11. Branislav Bukviar 12. Martina Lopatková 13. Igor Prieložný 14. Tomáš Popovič | 1. Igor Matovič 2. Michal Šipoš 3. Peter Pollák 4. Zita Pleštinská 5. Dominik Drdul 6. Eva Horváthová 7. Milan Potocký 8. Lucia Greškovitsová 9. Igor Dušenka 10. Dušan Šándor 11. Lucia Rennerová 12. Pavol Jusko 13. Eva Ivanovová 14. Matúš Bystriansky         |
| SR | KDH | PS – SPOLU | SNS |
| 1. Peter Pčolinský 2. Ľudovít Goga 3. Petra Krištúfková 4. Ivan Bella 5. Sylvia Kulasik 6. Dušan Doliak 7. Eva Hudecová 8. Dominika Sabová 9. Jozef Mozol 10. Tomáš Gbúr 11. Michal Gašaj 12. Rastislav Masnyk 13. Dalibor Steindl 14. Martin Dzielavský       | 1. Ivan Štefanec 2. Miriam Lexmann 3. Marián Čaučík 4. Andrej Klapica 5. Miriam Kuzárová 6. Lucia Gurbáľová 7. Ján Hencel 8. Michal Považan 9. Veronika Jankovičová 10. Radoslav Kozák 11. Ondrej Tunega 12. Martin Šmilňák 13. Tomáš Merašický 14. Ján Figeľ         | 1. Michal Šimečka 2. Vladimír Bilčík 3. Simona Petrík 4. Zora Jaurová 5. Pavel Macko 6. Martin Hojsík 7. Michal Wiezik 8. Ondrej Prostredník 9. Tomáš Dentico 10. Lucia Kleštincová 11. Emília Mesarošová 12. Michal Liptaj 13. Dominik Hatiar 14. Jozef Mihál      | 1. Jaroslav Paška 2. Karol Farkašovský 3. Pavol Dubček 4. Karol Konárik 5. Maroš Pavlovič 6. Ján Krišanda 7. Eva Milučká 8. Jaroslav Barcaj 9. Jana Beňáková Tulisová 10. Vladimír Fraňo 11. Ján Holodňák 12. Martin Čornej 13. Monika Gergeľová 14. Tibor Jančula |
| Most–Híd | MKP | MKDSZ | |
| 1. Nagy József 2. Norbert Kurilla 3. Vitkó Andrea 4. Michal Goriščák 5. Zuzana Csádyová 6. Csicsai Gábor 7. Jozef Želinský 8. Agócs Attila 9. Pavol Burdiga 10. Erika Halasová 11. Tóth Marián 12. Héder Ágnes 13. Richard Šárközi 14. Csízi Csaba             | 1. Csáky Pál 2. Berényi József 3. Horony Ákos 4. Tárnok Balázs 5. Mag Fodor Enikő 6. Nagy Dávid 7. Gergely Papp Adrianna 8. Huďár Zoltán 9. Baranyay Zsolt 10. Mészáros Anikó 11. Környi Zoltán 12. Hajdók Bence Endre 13. Várady Tamás 14. Bartalos Szerencsés Lilla | 1. Less Károly 2. Bogoly Zoltán 3. Jankó Ágota 4. Bánhegyi Roland 5. Fehér Péter 6. Mikus József 7. Šinka Éva 8. Dubovicky Géza 9. Major Eleonóra 10. Seres Viktória 11. Miško Tamás 12. Kecskeméti Jácint 13. Galko Péter 14. Czető Bianka                         | |

## Kampány
A pártok legfeljebb 3 millió eurót költhetnek a kampányukra.

## Közvélemény-kutatások
Várható szavazatarányok (százalékban) és mandátumbecslés.
| Felmérés ideje             | Készítő | Smer–SD | Smer–SD | ĽSNS | ĽSNS | SaS  | SaS | OĽaNO – Nova | OĽaNO – Nova | SR   | SR | KDH | KDH | PS – SPOLU | PS – SPOLU | SNS | SNS | Most–Híd | Most–Híd | MKP | MKP |
| Felmérés ideje             | Készítő | %       | M.      | %    | M.   | %    | M.  | %            | M.           | %    | M. | %   | M.  | %          | M.         | %   | M.  | %        | M.       | %   | M.  |
| -------------------------- | ------- | ------- | ------- | ---- | ---- | ---- | --- | ------------ | ------------ | ---- | -- | --- | --- | ---------- | ---------- | --- | --- | -------- | -------- | --- | --- |
| 2019. április 29.–május 6. | AKO     | 19,1    |         | 13,9 |      | 13,1 |     | 9,2          |              | 8,3  |    | 6,6 |     | 13,7       |            | 8,0 |     | 5,0      |          | 2,6 |     |
| 2019. április 2.           | Focus   | 21,6    | 3       | 12,9 | 2    | 11,3 | 2   | 11,0         | 2            | 9,2  | 1  | 8,9 | 1   | 8,1        | 1          | 6,0 | 1   | 4,0      | –        | 3,2 | –   |
| 2019. február 28.          | Focus   | 21,2    | 3       | 11,7 | 2    | 11,2 | 2   | 8,4          | 1            | 9,5  | 1  | 6,5 | 1   | 9,5        | 1          | 7,5 | 1   | 5,4      | 1        | 3,0 | –   |
| 2019. február 14.          | AKO     | 22,4    | 3       | 9,5  | 1    | 14,8 | 2   | 10,1         | 2            | 10,9 | 2  | 6,1 | 1   | 7,5        | 1          | 8,0 | 1   | 6,3      | 1        | 3,3 | –   |

## Eredmények
A hivatalos végeredmények szerint:
A részvételi arány alacsony, csak 22,72%-os volt, de az előző EP-választást szintén alacsony részévételi arányát jelentősen meghaladta. Végül 6 párt küldhetett képviselőt az EP-be.
|                                                         | Száma                    | Aránya (%)              |                  |                                       |
| ------------------------------------------------------- | ------------------------ | ----------------------- | ---------------- | ------------------------------------- |
| Választásra jogosultak                                  | 4 429 801                | 100                     |                  |                                       |
| Leadott szavazatok - ebből érvényes - ebből érvénytelen | 1 006 351 985 680 20 671 | 22,72 (100%) 97,95 2,05 |                  |                                       |
| Párt                                                    | Szavazatok               | Szavazatok              | Képviselők száma | Változás az előző parlamenthez képest |
| Párt                                                    | száma                    | aránya (%)              | Képviselők száma | Változás az előző parlamenthez képest |
| Progresszív Szlovákia – Együtt – Polgári Demokrácia     | 198 255                  | 20,11                   | 4                | +4                                    |
| Irány – Szociáldemokrácia                               | 154 996                  | 15,72                   | 3                | –1                                    |
| Kotleba – A Mi Szlovákiánk Néppárt                      | 118 995                  | 12,07                   | 2                | +2                                    |
| Kereszténydemokrata Mozgalom                            | 95 588                   | 9,70                    | 2                | Változatlan                           |
| Szabadság és Szolidaritás                               | 94 839                   | 9,62                    | 2                | +1                                    |
| Egyszerű Emberek és Független Személyiségek             | 51 834                   | 5,26                    | 1                | Változatlan                           |
| Magyar Közösség Pártja                                  | 48 929                   | 4,96                    | 0                | –1                                    |
| Szlovák Nemzeti Párt                                    | 40 330                   | 4,09                    |                  |                                       |
| Keresztény Unió                                         | 37 974                   | 3,85                    |                  |                                       |
| Család Vagyunk – Boris Kollár                           | 31 840                   | 3,23                    |                  |                                       |
| Most–Híd                                                | 25 562                   | 2,59                    | 0                | –1                                    |
| Kereszténydemokrácia – Élet és Boldogulás               | 20 374                   | 2,07                    |                  |                                       |
| Megjavítás – Andrej Hryc                                | 8 460                    | 0,86                    |                  |                                       |
| Szlovák Zöld Párt                                       | 7 845                    | 0,80                    |                  |                                       |
| Nemzeti Koalíció                                        | 7 145                    | 0,72                    |                  |                                       |
| Szlovákia Kommunista Pártja – Ellenállás – Munkapárt    | 6 199                    | 0,63                    |                  |                                       |
| Otthon Jól                                              | 6 124                    | 0,62                    |                  |                                       |
| Demokrata Párt                                          | 5 092                    | 0,52                    |                  |                                       |
| Közlekedés                                              | 3 998                    | 0,41                    |                  |                                       |
| Polgármesterek és Független Jelöltek                    | 2 976                    | 0,30                    |                  |                                       |
| Andrej Hlinka Szlovák Néppártja                         | 2 953                    | 0,30                    |                  |                                       |
| Munkapárt                                               | 2 657                    | 0,27                    |                  |                                       |
| Magyar Kereszténydemokrata Szövetség                    | 2 270                    | 0,23                    |                  |                                       |
| Közvetlen Demokrácia                                    | 2 222                    | 0,23                    |                  |                                       |
| A Nép Hangja                                            | 2 101                    | 0,21                    |                  |                                       |
| Függetlenség és Egység                                  | 2 016                    | 0,20                    |                  |                                       |
| Európai Demokrata Párt                                  | 1 452                    | 0,15                    |                  |                                       |
| A Tolerancia és az Együttélés Pártja                    | 918                      | 0,09                    |                  |                                       |
| Szlovák Nemzeti Egység – Hazafiak Pártja                | 621                      | 0,06                    |                  |                                       |
| Szlovák Konzervatív Párt                                | 603                      | 0,06                    |                  |                                       |
| Cigány Koalíció Pártja                                  | 512                      | 0,05                    |                  |                                       |
| Összesen                                                | 985 680                  | 100                     | 14               | +1                                    |

### Mandátumok az európai parlamenti frakciókban
| Frakció | Frakció                                                 | Mandátum | Pártok     |
| ------- | ------------------------------------------------------- | -------- | ---------- |
|         | Európai Néppárt (Kereszténydemokraták) (EPP)            | 4        | SPOLU, KDH |
|         | Liberálisok és Demokraták Szövetsége Európáért (ALDE)   | 4        | PS, SaS    |
|         | Szocialisták és Demokraták Progresszív Szövetsége (S&D) | 3        | Smer–SD    |
|         | Európai Konzervatívok és Reformisták (ECR)              | 1        | OĽaNO      |
|         | Független                                               | 2        | ĽSNS       |

## Politikai következmények
A választást a 2019-es elnökválasztáson győztes Zuzana Čaputová mögött is álló parlamenten kívüli PS–SPOLU pártszövetség nyerte. Szintén sikeres volt a szélsőjobboldali ĽSNS, amely az előző EP-választáshoz képest jelentős növekedés után bekerült az EP-be és a parlamenten kívüli KDH, amely megőrizte EP-mandátumait. A Család Vagyunk gyengébben szerepelt az előrejelzésekhez képest és nem jutott be. A kormánypártok közül a nagyobbik Smer–SD rontott, a kisebbik SNS javított, de utóbbi még így sem érte el az 5%-ot. A kormányzó Most–Híd erősen, a parlamenten kívüli MKP kevésbé, de egyaránt meggyengült és kiesett az EP-ből, ezzel a szlovákiai magyarság elveszítette az európai képviseletét.

## Érdekességek
- A választás lebonyolítása 10,2 millió euróba kerül.[25]
- 2014 után ismét Szlovákiában vettek részt az EU-ban a legkevesebben az EP-választáson.[26]
- A parlamenten kívüli KDH második megválasztott EP-képviselője, Miriam Lexmann csak akkor vehette fel mandátumát, amikor az Egyesült Királyság kilépett az EU-ból, mivel csak akkor jár a 14. mandátum az országnak. A választási törvény szerint éppen a KDH-s képviselőjelöltet sújtja a korlátozás.[27]

## Külső hivatkozások
- A 2019. évi európai választásokról a szlovákiai Belügyminisztérium honlapján (szlovákul)
- A 2019. évi európai választásokról az EU honlapján (szlovákul)
- 2019-es európai parlamenti választás – Volby SR.sk (szlovákul és angolul)
- Itt az országos EP-választási térkép – Új Szó, 2019. május 27.